# Heinkel He 178
L'Heinkel He 178 era un aereo sperimentale da ricerca progettato dall'ingegnere tedesco Hans von Ohain e sviluppato dall'azienda aeronautica tedesca Ernst Heinkel Flugzeugwerke nei tardi anni trenta. Caratterizzato dalla configurazione alare monoplana ad ala alta e dalla cellula di costruzione interamente metallica, fu il primo aereo a volare con motore esclusivamente a reazione ed il primo velivolo di questo tipo realmente utilizzabile.
Realizzato su iniziativa privata del suo direttore Ernst Heinkel, interessato a sviluppare la tecnologia per il volo ad alta velocità, il modello, preceduto da un piccolo balzo compiuto durante il rullaggio tre giorni prima, volò la prima volta il 27 agosto 1939 ai comandi del pilota collaudatore Erich Warsitz.

## Storia del progetto

Spaccato di un turbogetto Heinkel HeS 3.

Nel 1936, un giovane ingegnere di nome Hans von Ohain brevettò un sistema di propulsione che prevedeva la spinta fornita dai gas di scarico di una turbina. Egli presentò la sua idea a Heinkel, che lo aiutò a sviluppare tale concetto. Von Ohain provò con successo il suo primo motore nel 1937, e pianificò rapidamente di installare tale propulsore in un aereo. L'He 178 fu disegnato attorno al progetto del terzo motore di von Ohain, che bruciava gasolio. Il risultato fu un piccolo aereo di disegno e costruzione convenzionale, con fusoliera metallica e ala alta in legno e la presa d'aria del motore posta nel muso. Nel primo volo il carrello d'atterraggio era fisso, ma in seguito ne fu installato uno retrattile.
L'aereo fu un successo eccezionale, benché fosse solamente un banco prova volante, raggiungendo in volo una velocità superiore al più veloce aereo con motore a pistoni dell'epoca e toccando la velocità massima di 650 km/h e di crociera di 585 km/h. La velocità massima raggiungibile da un modello di produzione di serie fu stimata in 700 km/h, velocità non raggiunta in combattimento fino al 1944. Il 1º novembre 1939, Heinkel organizzò un volo dimostrativo davanti ad una commissione esaminatrice del Reichsluftfahrtministerium (Ministero dell'aria tedesco, RLM) dove sia l'asso Ernst Udet sia Erhard Milch poterono constatare le eccellenti prestazioni dell'aereo.
Tuttavia, a seguito dell'approccio conservativo sulla progettazione dei velivoli di entrambi i funzionari, nessun interesse ufficiale fu dimostrato a questo nuovo concetto di propulsione. Comunque Heinkel non si scoraggiò, e decise di iniziare lo sviluppo di un nuovo aereo a reazione bimotore, l'Heinkel He 280, come iniziativa privata utilizzando quanto appreso dallo sviluppo dell'He 178.
L'He 178 fu posto nel Deutsches Technikmuseum (Museo della tecnica tedesco) di Berlino, dove fu distrutto durante un bombardamento aereo alleato nel 1943.

## Esemplari attualmente esistenti

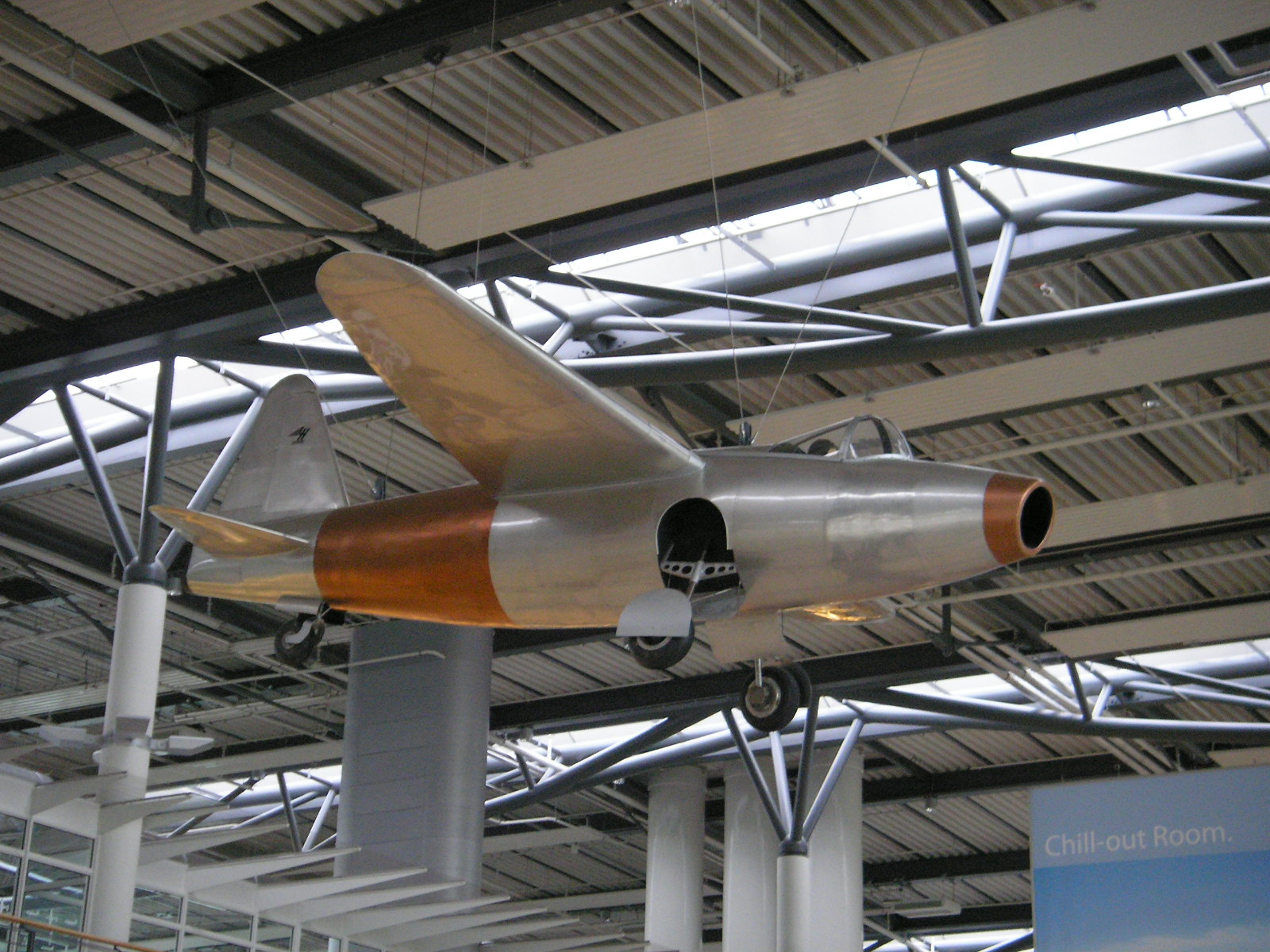
Replica dell'He 178 esposta all'aeroporto Rostock-Laage.

Benché l'unico esemplare sia andato distrutto venne commissionata e realizzata una replica non funzionante che attualmente si trova esposta appesa al soffitto della sala d'arrivo dell'Aeroporto di Rostock-Laage.